# Ingeborg van Oldenburg

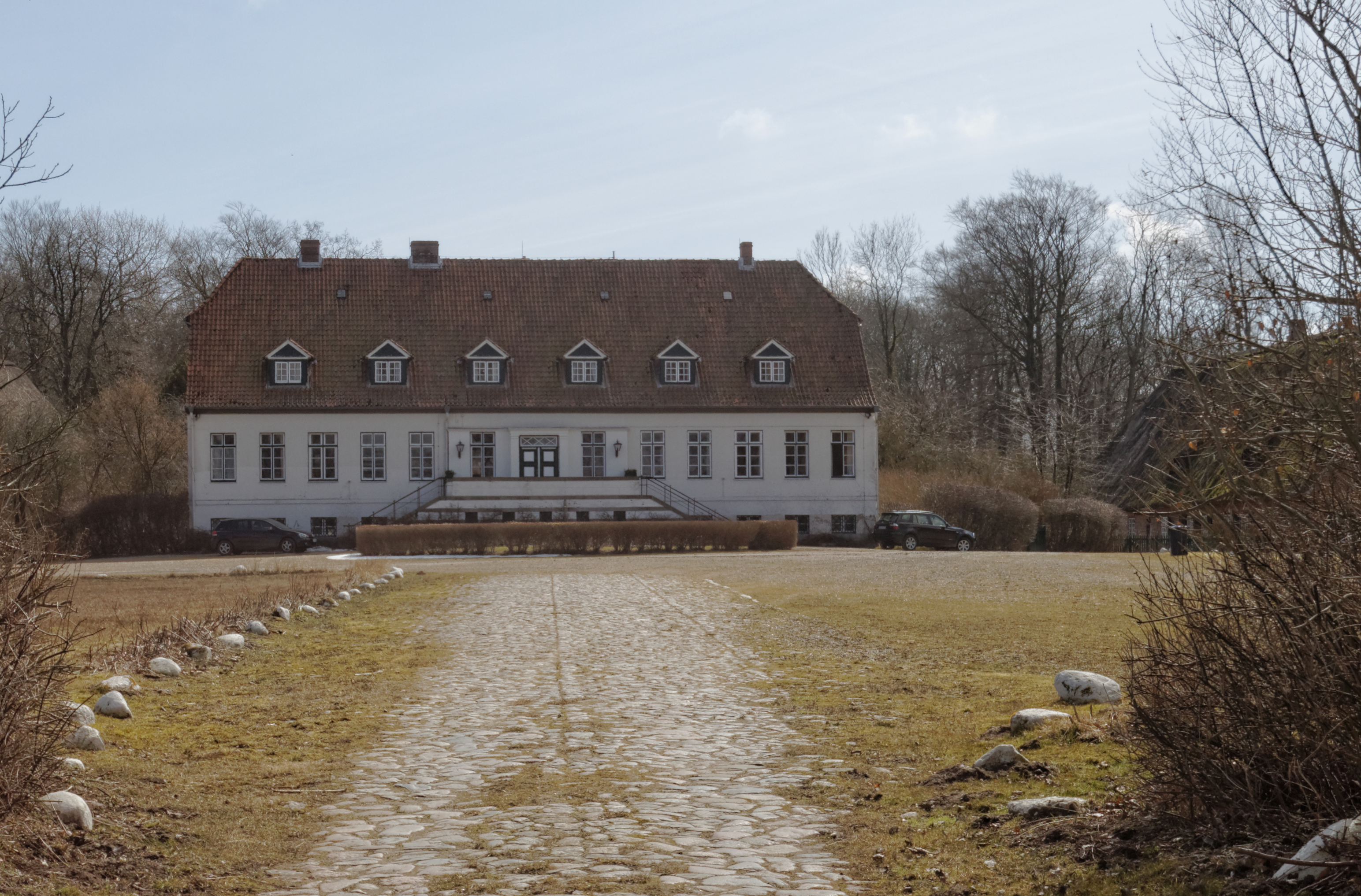
Gut Bienebek

Ingeborg Alix van Oldenburg (Oldenburg, 20 juli 1901 — Thumby, 10 januari 1996) was een hertogin van Oldenburg uit het Huis Sleeswijk-Holstein-Gottorp.
Zij was het derde kind en de tweede dochter uit het tweede huwelijk van groothertog Frederik August met Elisabeth van Mecklenburg, een zuster van de Nederlandse prins-gemaal Hendrik. Zij was dus een volle nicht van de Nederlandse koningin Juliana.
Op 4 juni 1921 trouwde zij te Rastede met Stefan van Schaumburg-Lippe (1891-1965). De huwelijksplechtigheden werden door koningin Wilhelmina, prins Hendrik en prinses Juliana bijgewoond. Uit dit huwelijk werden drie kinderen geboren:
- Marie-Alix prinses von Schaumburg-Lippe (2 april 1923); trouwde in 1947 met hertog Peter van Sleeswijk-Holstein-Sonderburg-Glücksburg (1922-1980)
- George Maurits (1924-1970)
- doodgeboren jongen (9 maart 1924, tweelingbroertje van de voorgaande)